# California Junction (Iowa)
California Junction es un lugar designado por el censo ubicado en el condado de Harrison en el estado estadounidense de Iowa. En el Censo de 2010 tenía una población de 85 habitantes y una densidad poblacional de 71,19 personas por km².

## Geografía
California Junction se encuentra ubicado en las coordenadas 41°33′37″N 95°59′41″O / 41.56028, -95.99472. Según la Oficina del Censo de los Estados Unidos, California Junction tiene una superficie total de 1.19 km², de la cual 1.19 km² corresponden a tierra firme y (0%) 0 km² es agua.

## Demografía
Según el censo de 2010, había 85 personas residiendo en California Junction. La densidad de población era de 71,19 hab./km². De los 85 habitantes, California Junction estaba compuesto por el 98.82% blancos, el 0% eran afroamericanos, el 0% eran amerindios, el 0% eran asiáticos, el 0% eran isleños del Pacífico, el 0% eran de otras razas y el 1.18% pertenecían a dos o más razas. Del total de la población el 4.71% eran hispanos o latinos de cualquier raza.